# Apteronòtids

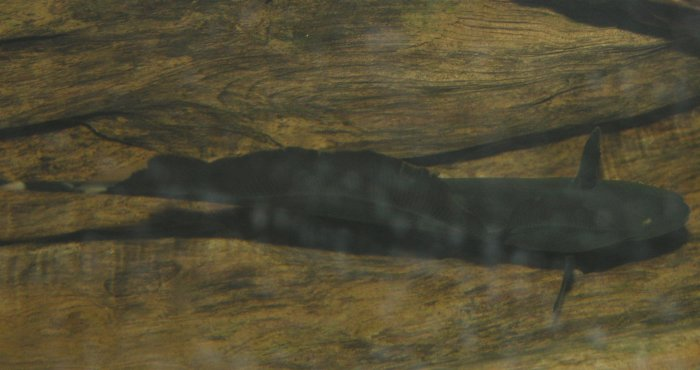
Apteronotus albifrons

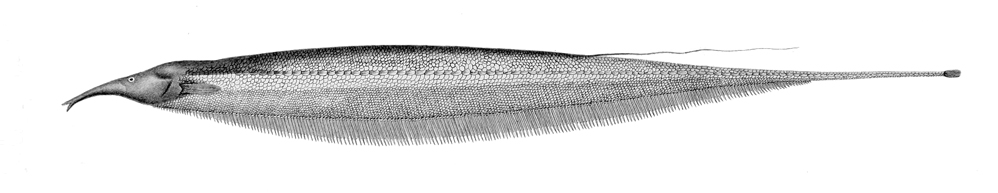
Sternarchorhynchus oxyrhynchus (il·lustració del 1849)

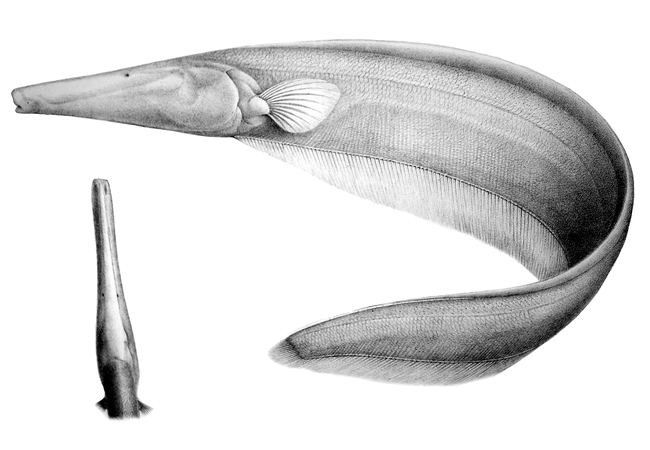
Orthosternarchus tamandua (il·lustració del 1898)

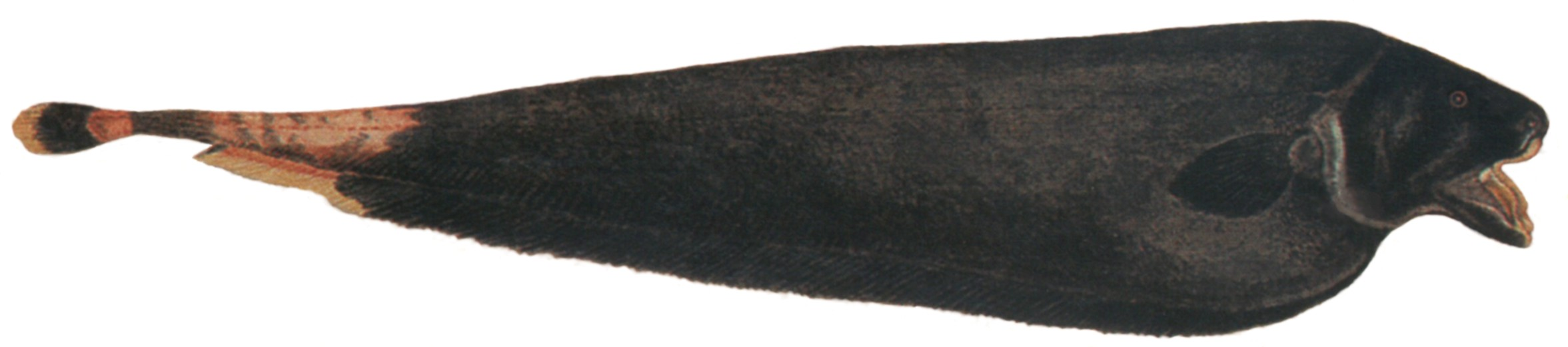
Apteronotus albifrons (circa 1830)

Els apteronòtids (Apteronotidae) són una família de peixos teleostis d'aigua dolça pertanyent a l'ordre dels gimnotiformes.

## Etimologia
Del grec aptero (sense aletes) + noton (esquena).

## Descripció
- La grandària de les diferents espècies varia entre les espècies del gènere Adontosternarchus i Megadontognathus kaitukaensis (al voltant dels 160 mm de llargària) fins a l'espècie Apteronotus magdalenese, la qual assoleix els 1,3 m.
- Es diferencien dels altres gimnotiformes per la presència d'aleta caudal (totes les altres famílies no en tenen).
- Cos allargat, cilíndric i més o menys comprimit.
- Aleta anal força allargada i ondulada per a moure's tant cap endavant com cap enrere.
- Absència de les aletes pelvianes i de la dorsal.
- Tenen ulls petits (el seu diàmetre és menor que la distància entre els narius), ja que són nocturns.
- 1-2 fileres de dents còniques en ambdues mandíbules.
- Línies laterals sensorials connectades per davant amb els ulls.
- Ossos infraorbitaris ossificats i en forma d'un tub prim.
- Tenen un òrgan capaç de produir descàrregues elèctriques de fins a 750 Hz en els exemplars madurs.
- Presenten dimorfisme sexual pel que fa a la mida i la forma del musell.[3][4][5]

## Alimentació
Igual que molts altres apteronòtids, les espècies del gènere Apteronotus mengen petites larves d'insectes aquàtics i peixos. D'altres són piscívores (com ara, Sternarchella) i n'hi ha d'altres també que es nodreixen de plàncton (Adontosternarchus). Les espècies del gènere Magosternarchus s'alimenten de les cues d'altres peixos elèctrics, mentre que Sternarchorhynchus i Sternarchorhamphus tenen musells tubulars especialitzats en cerca de larves d'insectes aquàtics en els fons dels rius. Com a mínim, una espècie (Sternarchogiton nattereri) s'alimenta d'esponges d'aigua dolça que creixen en arbres submergits, troncs i d'altres restes llenyoses.

## Distribució geogràfica
Es troba a tots els països de Sud-amèrica, tret de Xile: des del riu de la Plata (l'Argentina -35°S-) fins al riu Tuira (Panamà -8°N). La conca del riu Amazones és l'indret on presenten la major diversitat i, sovint, constitueixen una fracció significativa de la biomassa local.

## Gèneres i espècies
- Adontosternarchus (Ellis, 1912)[8]
- Apteronotus (Lacépède, 1800)[9]
- Compsaraia (Albert, 2001)[10]
- Magosternarchus (Lundberg, Coz Fernandes & Albert, 1996)[11][12]
- Megadontognathus (Mago-Leccia, 1994)[13]
- Orthosternarchus (Ellis, 1913)[14]
  - Orthosternarchus tamandua (Boulenger, 1898)[15]
- Parapteronotus (Albert, 2001)[10]
  - Parapteronotus hasemani (Ellis, 1913)[16]
- Pariosternarchus (Albert & Crampton, 2006)[17]
  - Pariosternarchus amazonensis (Albert & Crampton, 2006)[18]
- Platyurosternarchus (Mago-Leccia, 1994)[13][19]
- Porotergus (Ellis, 1912)[20][21]
- Sternarchella (Eigenmann, 1905)[22]
- Sternarchogiton (Eigenmann, 1905)[23][24]
- Sternarchorhamphus (Eigenmann, 1905)[22]
  - Sternarchorhamphus muelleri (Steindachner, 1881)[25]
- Sternarchorhynchus (Castelnau, 1855)[26]
- Tembeassu (Triques, 1998)[27]
  - Tembeassu marauna (Triques, 1998)[28][29][30][31][32][33]

## Ús comercial
Tenen una explotació comercial mínima perquè no suposen un recurs alimentari important. Tot i així, dues espècies (Apteronotus albifrons i Apteronotus leptorhynchus) són freqüents en el comerç de peixos d'aquari.